# Лерки (Перуђа)
Лерки је насеље у Италији у округу Перуђа, региону Умбрија.
Према процени из 2011. у насељу је живело 575 становника. Насеље се налази на надморској висини од 295 м.